# Coronidia hysudrus
Coronidia hysudrus är en fjärilsart som beskrevs av Carl Heinrich Hopffer 1857. Coronidia hysudrus ingår i släktet Coronidia och familjen Sematuridae. Inga underarter finns listade i Catalogue of Life.

## Bildgalleri

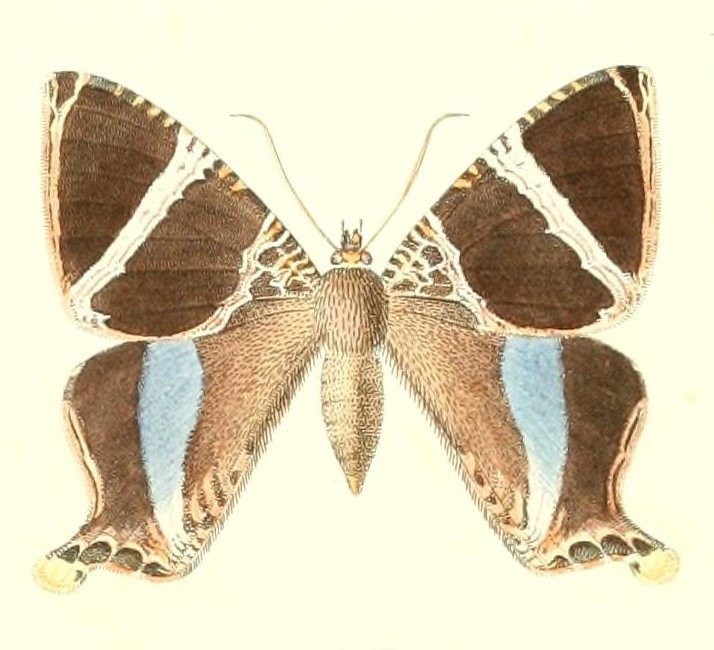